# Лазещина
Лазещи́на — село в Україні, в Ясінянській селищній громаді Рахівського району Закарпатської області. Населення — понад 4 250 осіб.

## Географія

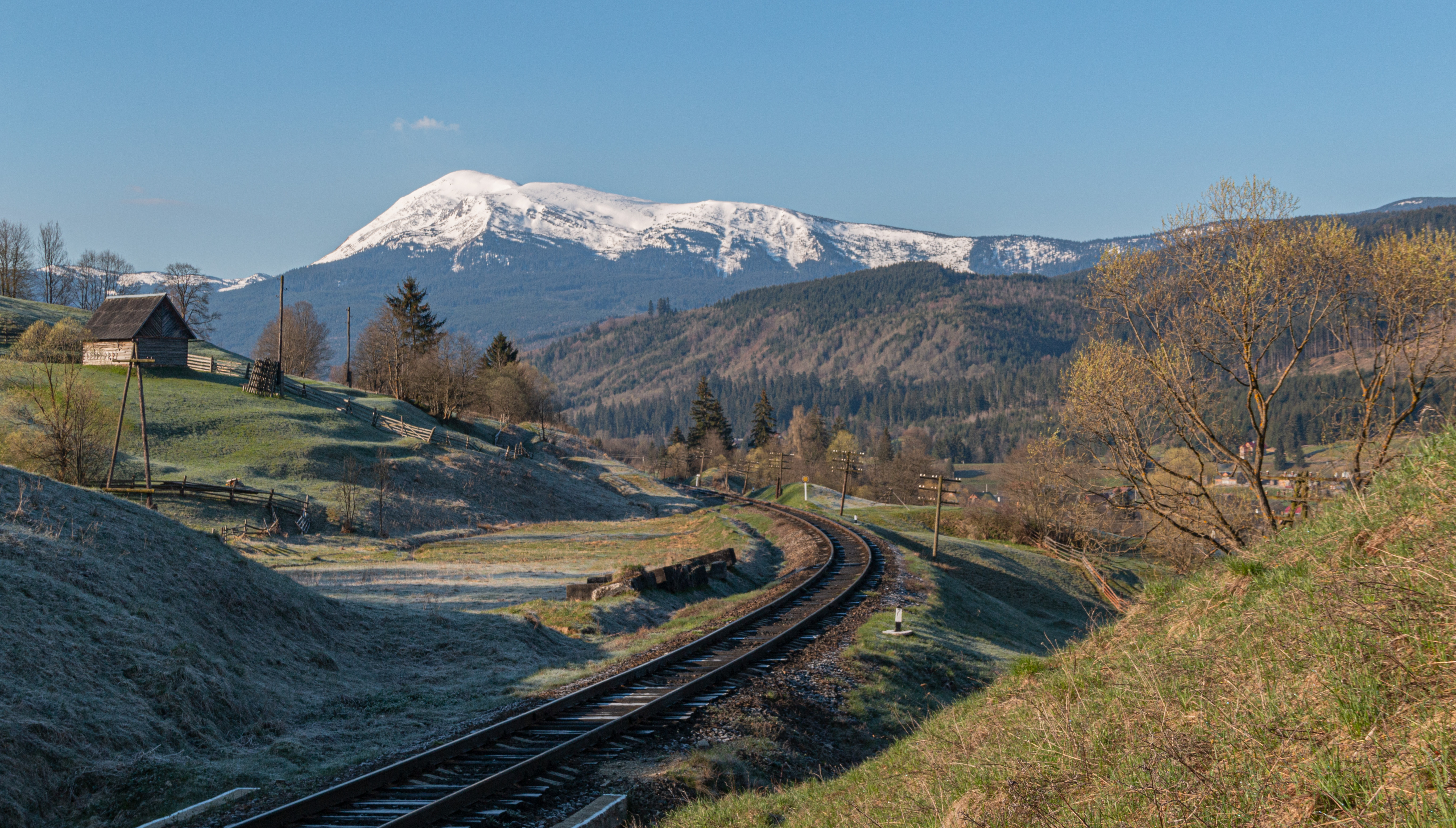
Краєвид на гору Говерла з Лазещини

Село розташоване за 246 км від обласного центру та 36 км від районного центру, на березі річки Лазещина під горою Петрос, на автошляху Рахів — Яремче, на східній околиці селища Ясіня. Останнє село Закарпаття, у напрямку Івано-Франківщини чи Буковини, або перше село Закарпаття, коли заїжджати зворотно.
Від села є прямий вихід до гори Говерла та Петрос. На південно-східній околиці села струмок Студений впадає у річку Лазещину. На південному сході від села струмок Форесок впадає у Лазещину.
Взимку в Лазещині можна кататися на лижах (є лижна траса довжиною 500 м; перепад висот — 80 м; один бугельний витяг на 350 м; аварійно-рятувальний пункт).
Неподалік гірськолижні курорти: Ясіня (3,7 км), Яблуниця (9,7 км), Драгобрат (18,3 км), Буковель (20,6 км), Ворохта (25,7 км), Рахів (34,8 км), Яремче (40 км).

## Історія
Вперше згадується у 1785—1786 роках як Lasiscsi. Пізніше назви змінювалися: 1789 — Inferior Lazescsina, Inferior Lazestsina, Superior Lazescsina, Superior Lazestsina, 1808 — Lozuscsena, Lozusscena, 1828 — Lazestyina, 1838 — Lazestyina, 1882 — Lázes, 1892—1898 — Lazescsina, 1907—1913 — Mezőhát, 1925 — Lazeščina, 1930 — Lazeština, 1944 — Mezőhát, Лазещина, 1983 — Лазещина. Офіційна дата заснування села — 1947 рік, хоча воно існувало й раніше. У селі діє етнографічний музей.
У Лазещині не раз бував з своїми опришками Олекса Довбуш. У жовтні 1914 року через Лазещину було здійснено прорив російських військ.

## Присілки
Об'єднання навколишніх гірських селищ в адміністративну одиницю Лазещина відбулось 15 квітня 1967 року рішенням облвиконкому Закарпатської області № 155.
Бубні
Перші згадки про місцину в історичних документах відносять до ХІХ століття.
Дебря
Перші згадки відносять до другої половини ХІХ століття.
Плитоватий
Перші згадки відносять до другої половини ХІХ століття. У присілку стоїть друга з двох закарпатських хрещатих гуцульських церков — Церква Преображення Господнього (1780 року). Цей стиль ще називають північногуцульським або центральним.
Стебний-Сідорин
У 1724 році поблизу селища в урочищі Стебний зведено греблю і шлюзи для лісосплаву.
Найменування селища в різні роки: 1828 — Sztebnyi (Nagy 200), 1838 — Sztebni (Schem. 57), 1851 — Sztebnyi (Fényes 4: 161), 1892 — Sztebna (Hnt.), 1898 — Sztebnya (Hnt.), 1907 — Dombhát (Hnt.), 1918 — Dombhát (Hnt.), 1944 — Dombhát, Стебна (Hnt.), 1983 — Стебний, Стебный (ZO).
Студений
Найменування селища в різні роки: 1828 — Sztudena (Nagy 200), 1838 — Sztudena (Schem. 57), 1896 — Sztudena (ComMarmUg. 129), 1910 — Studena (uo.), 1930: Studená (uo.), 1967 — Студеный (ZO).
Зимір
Перша згадка у другій половині ХІХ століття. Зимир названий на честь струмка Зимир, правого притоку річки Лазещина.
Наприкінці XIX століття за типовим проєктом було збудовано залізничну станцію Зимир. У 2013 році будівлю Укрзалізниці було відчужено у приватну власність та перебудовано під житловий будинок. Наразі колишня станція офіційно є зупинним пунктом Лазещина», а для пасажирів збудовано павільйон.

## Населення
Згідно з переписом УРСР 1989 року чисельність наявного населення села становила 3582 особи, з яких 1670 чоловіків та 1912 жінок.
За переписом населення України 2001 року в селі мешкали 4163 особи.

### Мова
Розподіл населення за рідною мовою за даними перепису 2001 року:
| Мова       | Відсоток |
| ---------- | -------- |
| українська | 99,38 %  |
| російська  | 0,31 %   |
| угорська   | 0,12 %   |
| молдовська | 0,05 %   |
| білоруська | 0,02 %   |
| гагаузька  | 0,02 %   |

## Релігійні об'єкти

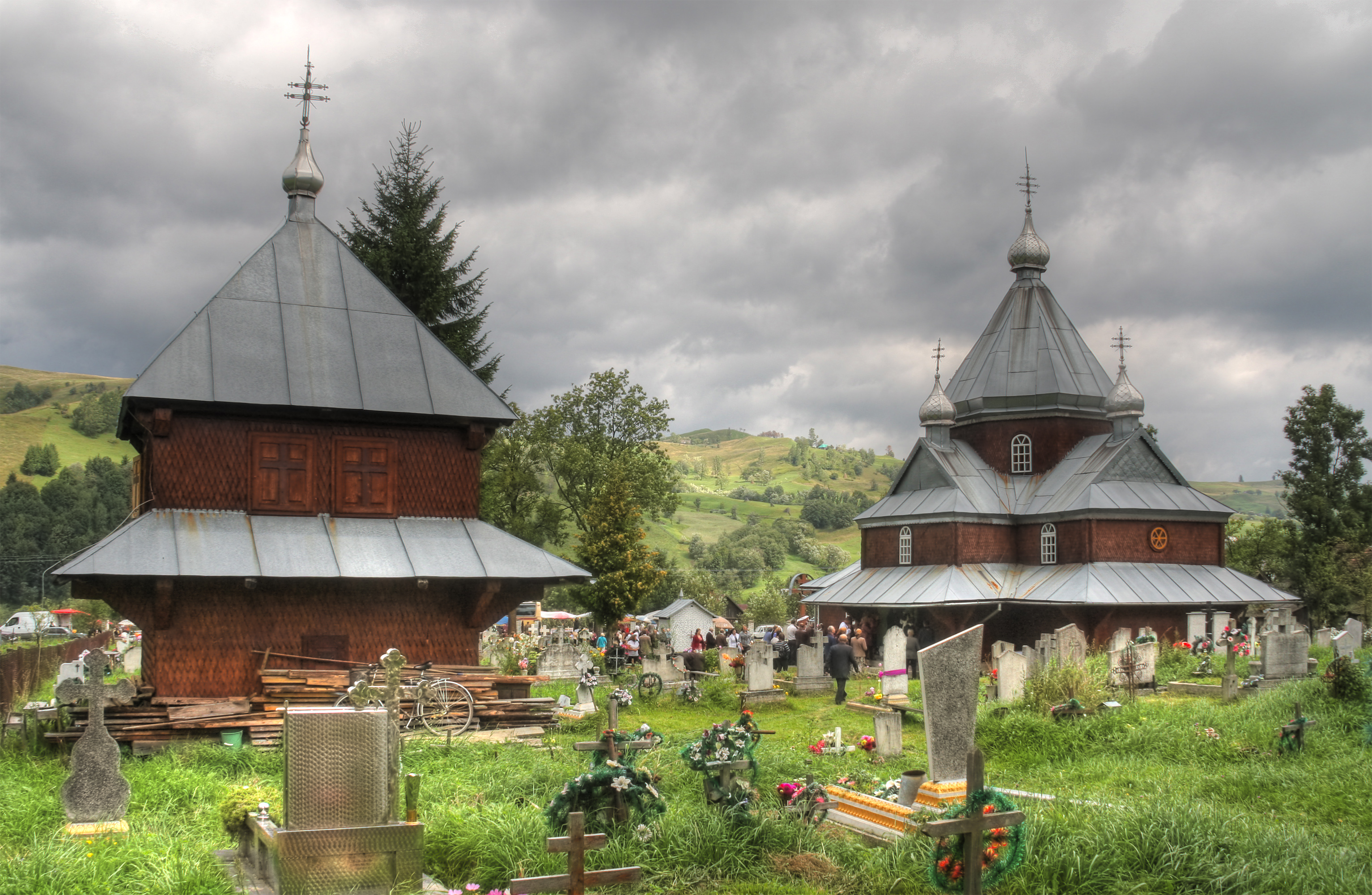
Церква Преображення Господнього, 1780

### Церква Преображення Господнього (1780)
У селі стоїть друга з двох закарпатських хрещатих гуцульських церков. Цей стиль ще називають північногуцульським або центральним.
П'ять зрубів церкви утворені перетином двох прямокутників, що у плані мають майже рівнораменний хрест. Чотири рамена вкриті двосхилими дахами з маленькими шатровими главками. Центральний зруб переходить у восьмистінний барабан, вкритий стрімким восьмисхилим шатром. Усередині нава перекрита шатровим зрубом, а інші зруби — плоским перекриттям. Церква має троє дверей.
Збережено різьблені речі 1782—1785 років. За однією версією церкву збудовано із смерекових брусів у 1780 році в селі Яблуниця сучасної Івано-Франківської області, а взимку 1871 року її перевезено на санях в урочище Плитоватий. Більш вірогідне є датування церкви згідно з написом: «Сей Дом Божий на Божу Славу поставив Пластуняк Михайло з супругою Телечук Марією 1871 року Фундатор Юрко Леклюк 1872». У 1920-х роках центральний шатровий верх вкрили етернітом. 22 грудня 1932  старрокуі образи іконостасу замінили новими.
У 1963 році церкву перетворили на черговий фіктивний музей. У 1971 році церкву і двоярусну смерекову дзвіницю реставровано. З 14 жовтня 1990 року храм знову діє. Церква і дзвіниця утворюють чудовий ансамбль класичної гуцульської архітектури, але у 1995році  церкву, на жаль, вкрили бляхою.

### Церква святого Петра і Павла (1827)

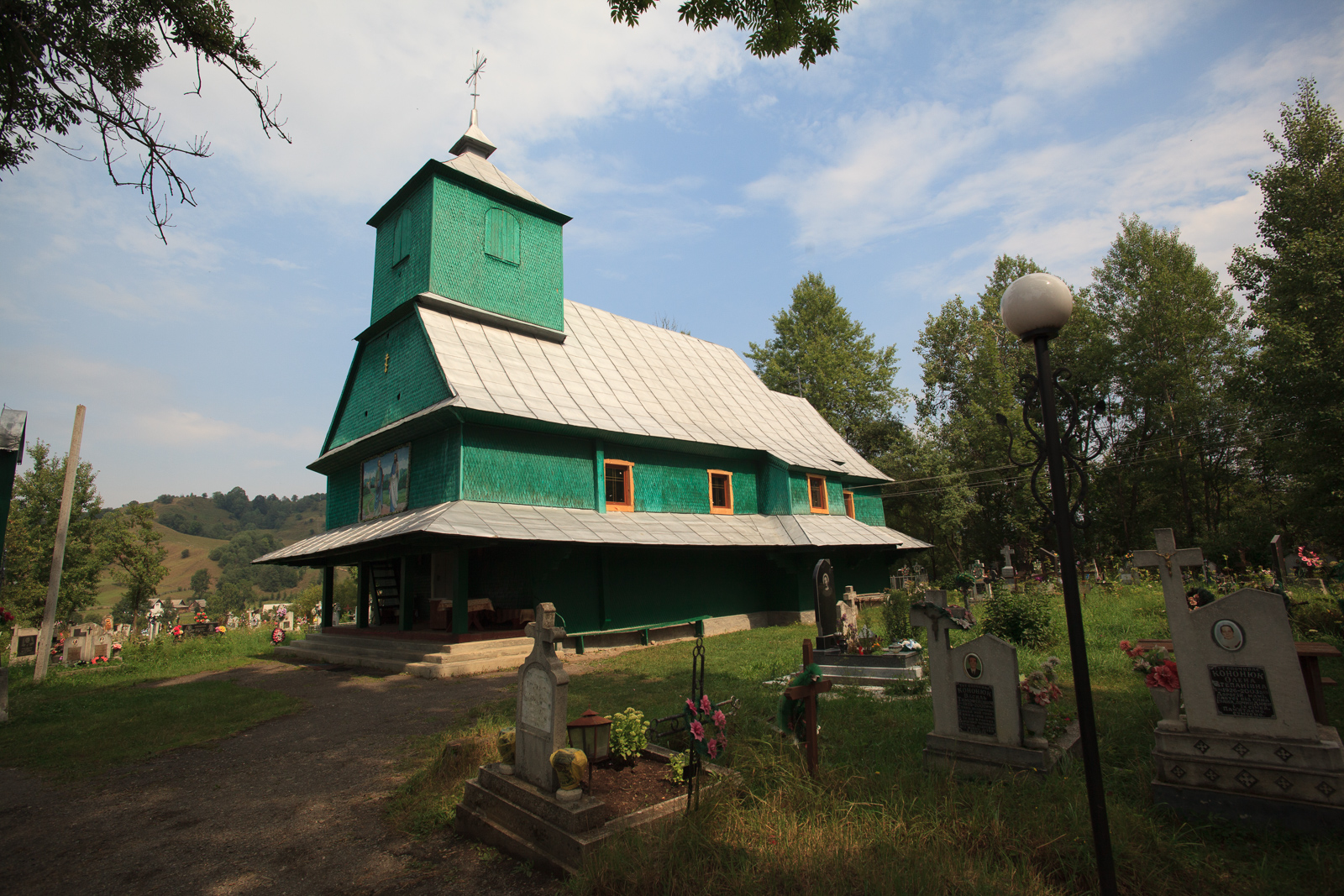
Церква святого Петра і Павла (1827)

Церква належить до гуцульських церков середньогуцульського стилю. Це базилічна споруда, у якій бабинець і нава об'єднані одним найбільшим об'ємом з невеликими боковими виступами в східній частині, а вівтарний зруб значно менший. Всі частини вкриває двосхилий дах. Над бабинцем — низька башта під чотирисхилим шатром.
На головному фасаді стовпи підтримують піддашшя та трапецієподібний фронтон. На бокових фасадах по чотири прямокутні вікна. Всередині храму — багатоярусний, розкішно різьблений іконостас, гарного різьблення царські двері.
У 1856 році відбулося освячення новорозмальованого іконостаса. Тоді для оновлення іконостаса 120 ґаздів зібрали як добровільні пожертви 1000 гульденів сріблом. У 1907 році церкву вкрили бляхою, що відчутно зіпсувало її зовнішній вигляд. У 1957 році зроблено новий підмурівок. У 1987 році церкву капітально відреставровано. У 1992 році поряд збудовано муровану дзвіницю.

### Каплиця
За переказом, колись чоловік і жінка не мали дітей і дали обітницю збудувати каплицю, якщо з'явиться в них дитина. Продавши дерево, збудували в селі каплицю. З приходом радянської влади каплицю намагалися підпалити, а згодом стараннями тогочасного голови села каплицю розібрали. Одна жінка заховала образи і хрест. Той самий хрест встановили на його місці у 1992 pоці, а через рік в центрі села збудували дерев'яну каплицю за формою зруйнованої.

## Транспорт
Через село пролягає автошлях національного значення Н09 (Івано-Франківськ — Мукачево), в селі зупиняються  автобуси у напрямку Івано-Франківська, Коломиї, Мукачево, Рахова, Солотвина, Хуста тощо. На зупинному пункті Лазещина зупиняються приміські поїзди сполученням Коломия — Рахів — Ділове та нічний швидкий поїзд № 55/56 Київ — Рахів.

## Інтернет-посилання
- Церква Преображення Господнього, 1780 // Сайт ДХУ [Архівовано 20 лютого 2020 у Wayback Machine.]
- Світлини
- Закарпаттячко

| Україна | Це незавершена стаття з географії України. Ви можете допомогти проєкту, виправивши або дописавши її. |